# Dorfen

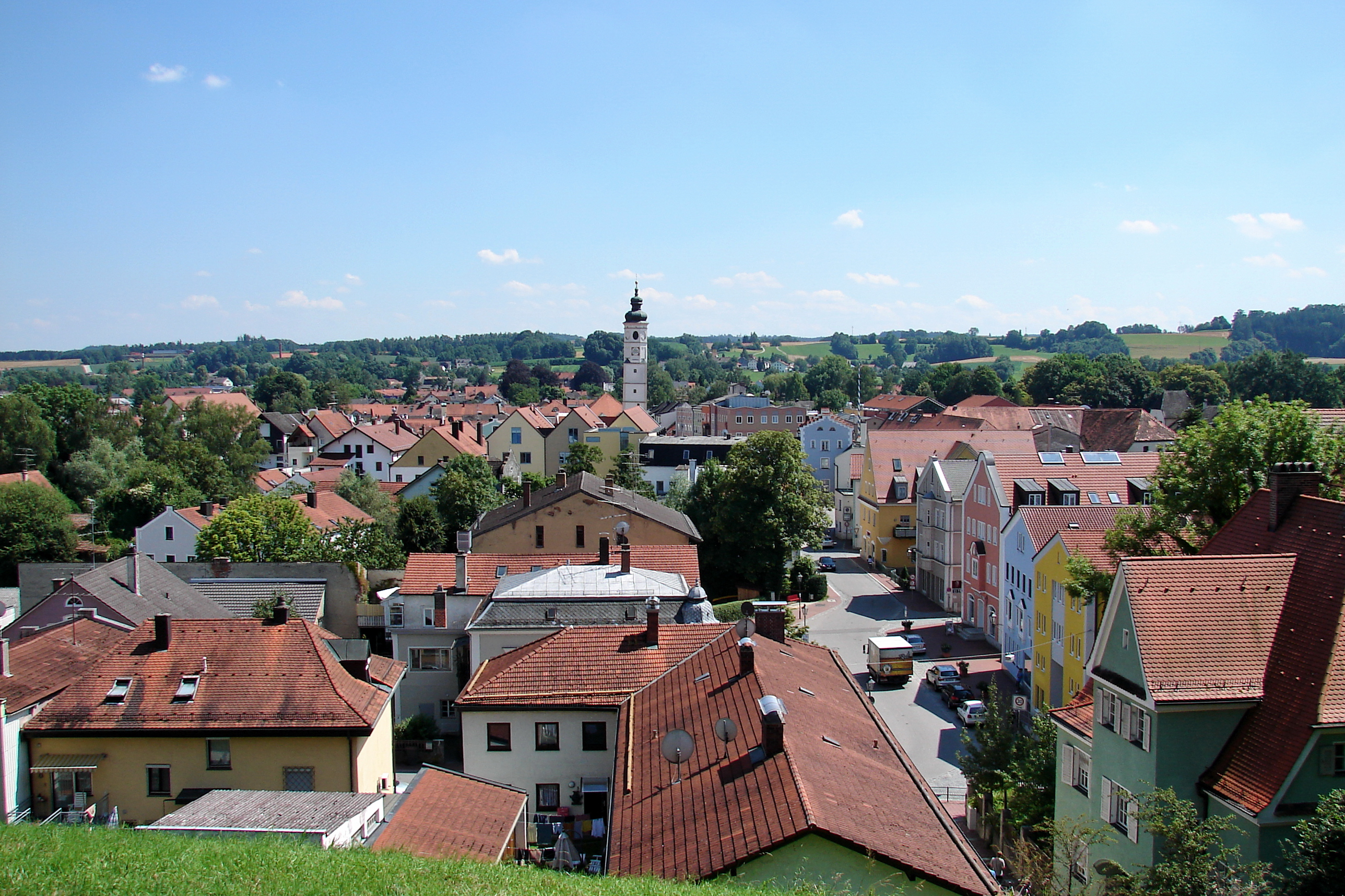
Stadtansicht vom Ruprechtsberg

Dorfen ist eine Stadt im Osten des oberbayerischen Landkreises Erding. Die Stadt liegt im mittleren Isental und ist mit rund 15.000 Einwohnern die zweitgrößte Gemeinde des Landkreises.

## Geographie

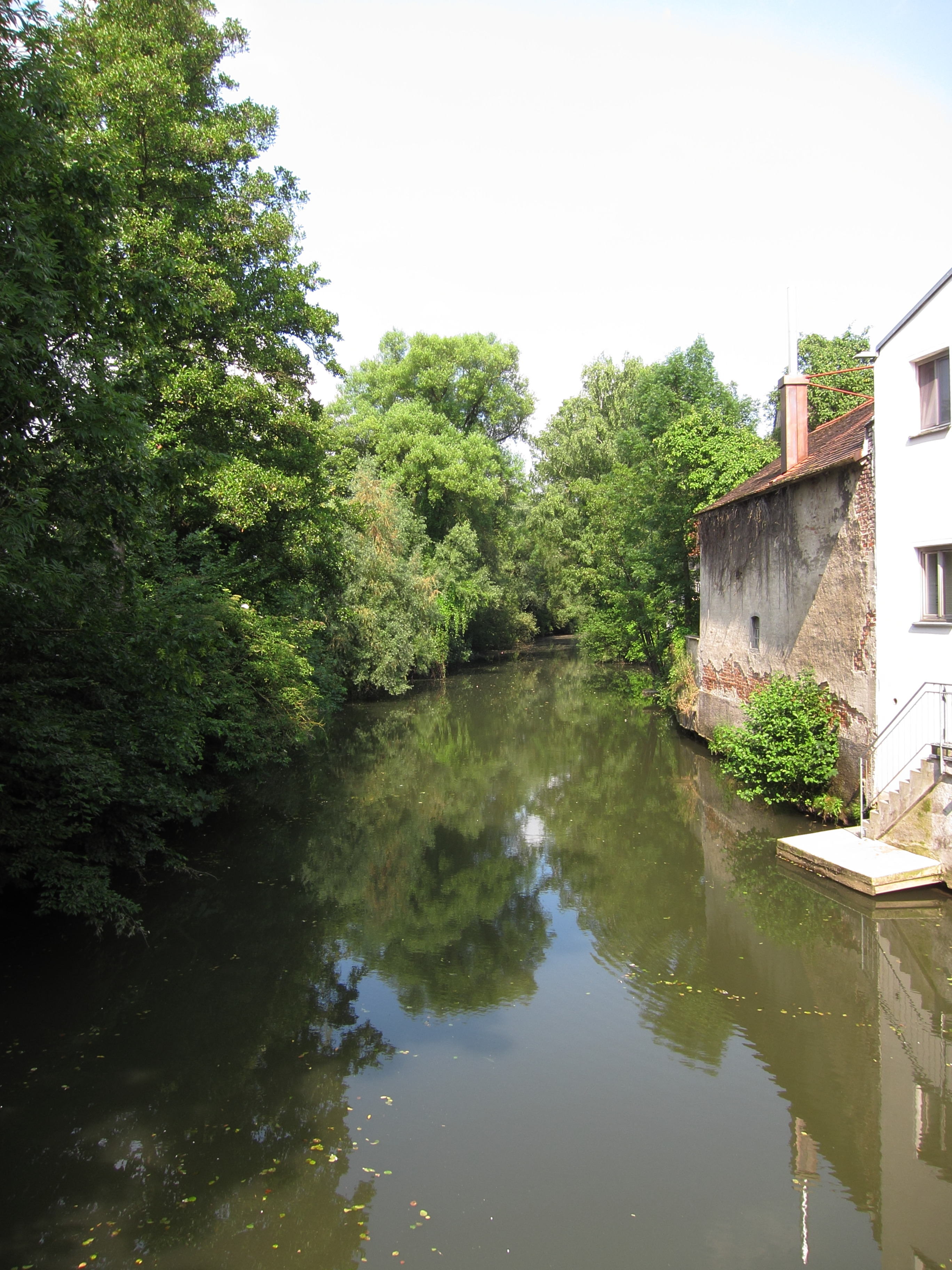
Die Isen in Dorfen

### Geographische Lage
Dorfen liegt im Tal der Isen etwa 45 Kilometer östlich von München und 20 Kilometer östlich der Kreisstadt Erding. Mit einer Fläche von 99,56 km² ist Dorfen die flächenmäßig viertgrößte Stadt Oberbayerns, nur München, Beilngries und Ingolstadt haben eine größere Fläche.
Die Gemarkung Dorfen liegt, wie der gesamte Verlauf des Isentals von Lengdorf in Richtung Osten, am Übergang zweier großräumlicher Landschaftsformen. Nördlich des Tals befindet sich das Isar-Inn-Hügelland, das durch Molasseablagerungen eine leicht hüglige Landschaft mit vielen Bächen und Waldstücken (Erdinger Holzland) formte. Südlich der Isen beginnt eine durch eiszeitliche Moränen geformte Landschaft mit langgezogenen Bergen, tiefen Tälern und viel Wald (Gattergebirge).

### Klima
Die durchschnittliche jährliche Niederschlagsmenge sank von 944 mm in den Jahren 1961 bis 1990 auf 831 mm im Zeitraum von 1991 bis 2020. Der meiste Niederschlag fällt in den Sommermonaten Juni bis August mit einem Spitzenwert von 106 mm im Juli. Im Februar fällt der geringste Niederschlag mit durchschnittlich 41 mm.

### Gemeindegliederung
Die Stadt Dorfen hat 203 Gemeindeteile:
- Adlstraß
- Aich
- Aichmühle
- Algasing
- Altweg
- Angerhäusl
- Anning
- Anzing
- Bachmaiertal
- Bachzelten
- Berg
- Bergham
- Bernöd
- Bichl
- Birkenhof
- Bonesmühle
- Brandlhub
- Brandstätt
- Breitenloh
- Brodshub
- Brunau
- Dorfen
- Dürneibach
- Eck b.Dorfen
- Eck b.Hinterberg
- Eglafing
- Eibach
- Elsenbach
- Embach
- Englschalling
- Eppenhöning
- Erb
- Esterndorf
- Fanten
- Fischeröd
- Forach
- Fuchsbichl
- Furt
- Galgenberg
- Geiersberg
- Geierseck
- Gmain
- Granting
- Graß
- Großkatzbach
- Grün
- Grünbach
- Grüntegernbach
- Haagmaier
- Haid
- Haidach
- Haidvocking
- Hain
- Hampersdorf
- Hanterstett
- Harbach
- Haslwart
- Haus
- Herrnöd
- Hienering
- Hinterberg
- Hinteröd
- Hochstraß
- Höhenberg
- Holz
- Holzmann
- Holzmichl
- Homating
- Hub b.Grüntegernbach
- Hub b.Schwindkirchen
- Hub b.Watzling
- Hundsmüthing
- Jaibing
- Jakobrettenbach
- Kaidach
- Kalling
- Kalteneck
- Kalternbach
- Kirchstetten
- Kirnham
- Klachlhub
- Kleinkatzbach
- Kloster Moosen
- Knotzenberg
- Kraham
- Kronsöd
- Krottenthal
- Kummereck
- Landersdorf
- Längthal
- Lappach
- Lerchenhub
- Lindum
- Litzlbach
- Loh
- Loiperstätt
- Loipfering
- Mainbach
- Mannseich
- Mehlmühle
- Mirdelsberg
- Mitterschiltern
- Moos
- Mösl
- Nelharting
- Neudeck
- Neuharting
- Nicking
- Nicklhub
- Niederham
- Niederhöning
- Norlaching
- Oberdorfen
- Obergebensbach
- Obergern
- Oberhausmehring
- Oberkorb
- Oberlohe
- Oberschiltern
- Oberseebach
- Oberstollnkirchen
- Oberzeil
- Öd
- Orlfing
- Osendorf
- Osterloh
- Oswaldberg
- Parschalling
- Parschenberg
- Pausenberg
- Pemberg
- Pfaffing b.Algasing
- Pfaffing b.Watzling
- Polding
- Pöllsmoos
- Prenning
- Puch
- Pürstling
- Rinning
- Rogglfing
- Rosenöd
- Rumberg
- Rutzmoos
- Sankt Colomann
- Scheideck
- Schergenhub
- Schirmading
- Schmalhub
- Schmiedham
- Schrallham
- Schwindkirchen
- Seemühle
- Sinsöd
- Solling
- Sprinzenöd
- Staffing
- Statt
- Steinberg
- Stetten
- Straß
- Taggrub
- Tappberg
- Taubenthal
- Thal b.Grünbach
- Thal b.Nehaid
- Thal b.Schiltern
- Tiefenbach
- Untergebensbach
- Untergern
- Unterhausmehring
- Unterkorb
- Unterreith
- Unterschiltern
- Unterseebach
- Unterstollnkirchen
- Unterzeil
- Urtlfing
- Vilsöd
- Vocking
- Voldering
- Wampeltsham
- Wasentegernbach
- Watzling
- Waxeneck
- Weckerling
- Weg
- Wegmaier
- Weidmühle
- Westholz
- Wies b.Grüntegernbach
- Wies b.Schiltern
- Wildenthal
- Wilnham
- Wimm
- Winkl
- Wohlsag
- Wöhrmühle
- Wolfeck
- Wölling
- Zeilhofen
- Zettl
- Zieglhaus
- Zieglhub

Es gibt die Gemarkungen Dorfen, Eibach (nur Gemarkungsteil 0), Grüntegernbach, Hausmehring, Schiltern, Schwindkirchen, Stollnkirchen, Wasentegernbach, Watzling, Zeilhofen.

### Nachbargemeinden
|          | Taufkirchen    | Velden Buchbach |
| Lengdorf | Kompass        | Schwindegg      |
|          | Sankt Wolfgang | Obertaufkirchen |

### Flächenaufteilung
Nach Daten des Bayerischen Landesamts für Statistik, Stand 31. Dezember 2020

## Geschichte

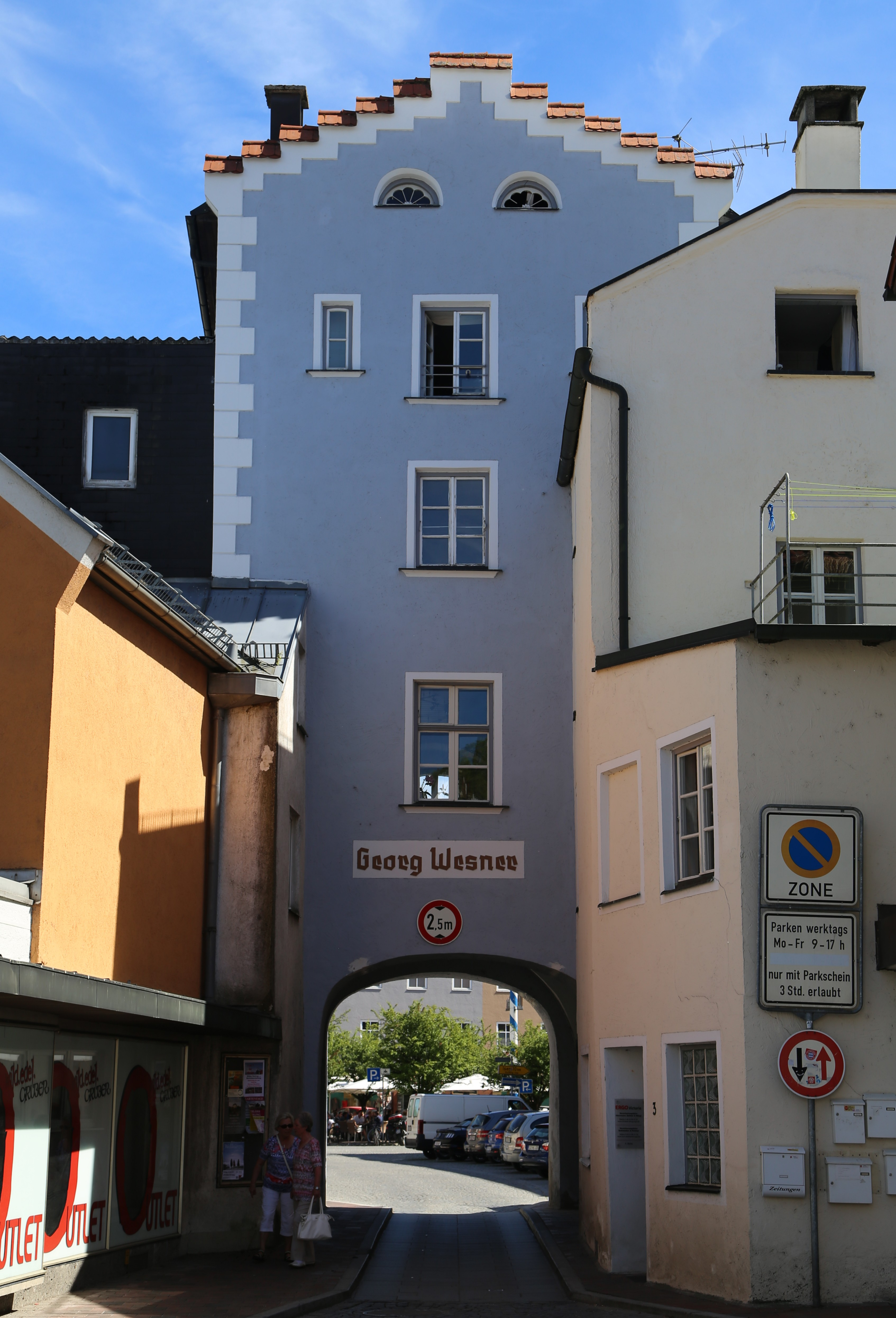
Das Kirchtor oder Wesner Tor

### Bis zum 18. Jahrhundert
Dorfen wurde im Jahre 773 zum ersten Mal urkundlich erwähnt, das trifft auch für Oberdorfen zu, da nicht nach Dorfen und Oberdorfen unterschieden wurde.
Durch Herzog Ludwig den Kelheimer wurde Dorfen um 1230 systematisch angelegt als Stützpunkt gegen das Hochstift Freising (Herrschaft Burgrain) und gegen die Grafschaft Haag und als wirtschaftliches Zentrum für das Gebiet zwischen Erding, Landshut, Wasserburg am Inn und Mühldorf am Inn. Zwischen 1229 und 1237 bekam der Ort wohl durch seinen Nachfolger Herzog Otto II. den Erlauchten das Marktrecht verliehen. Die niederbairischen Herzöge statteten den Markt mit Rechten und Freiheiten aus und verliehen ihm 1331 das Landshuter Marktrecht mit zahlreichen Verbesserungen gegenüber den früheren Privilegien. Dorfen wurde zum Sitz eines Landrichters und bekam 1324 und 1331 die selbständige niedere Gerichtsbarkeit sowie die bürgerliche Selbstverwaltung verliehen – so dass das Dorfen des 13. und 14. Jahrhunderts nach seiner Anlage und seinem Wirtschaftsleben nicht den Städten der damaligen Zeit nachstand.
1422 fand in Dorfen der „Ochsenkrieg“ statt; Graf Georg III. nahm mit seinem Haager Fähnlein das stark befestigte Dorfen ein. Die Ritter plünderten und verwüsteten den Markt, hunderte Menschen starben.

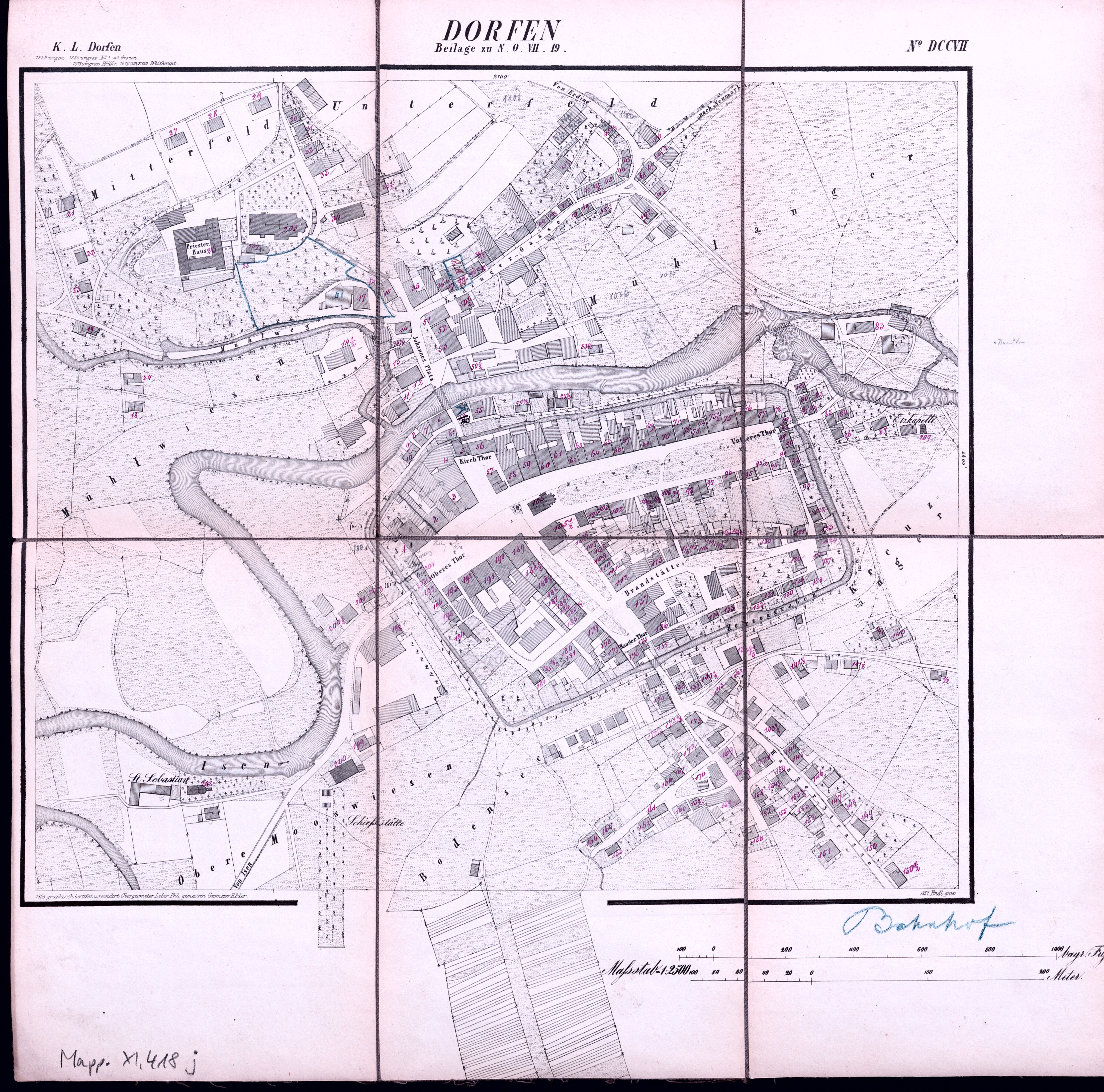
Historischer Stadtplan von 1879

Im Dreißigjährigen Krieg besetzten die Schweden 1632 und 1634 den Markt, plünderten, mordeten und brannten die Häuser nieder. In ihrem Gefolge raffte die Pest ein Drittel der noch verbliebenen Bevölkerung hinweg. Im 17. und 18. Jahrhundert war Dorfen mit der Gnadenmutter von Dorfen eine der meistbesuchten Wallfahrtsstätten Südbayerns.

### 19. bis 21. Jahrhundert

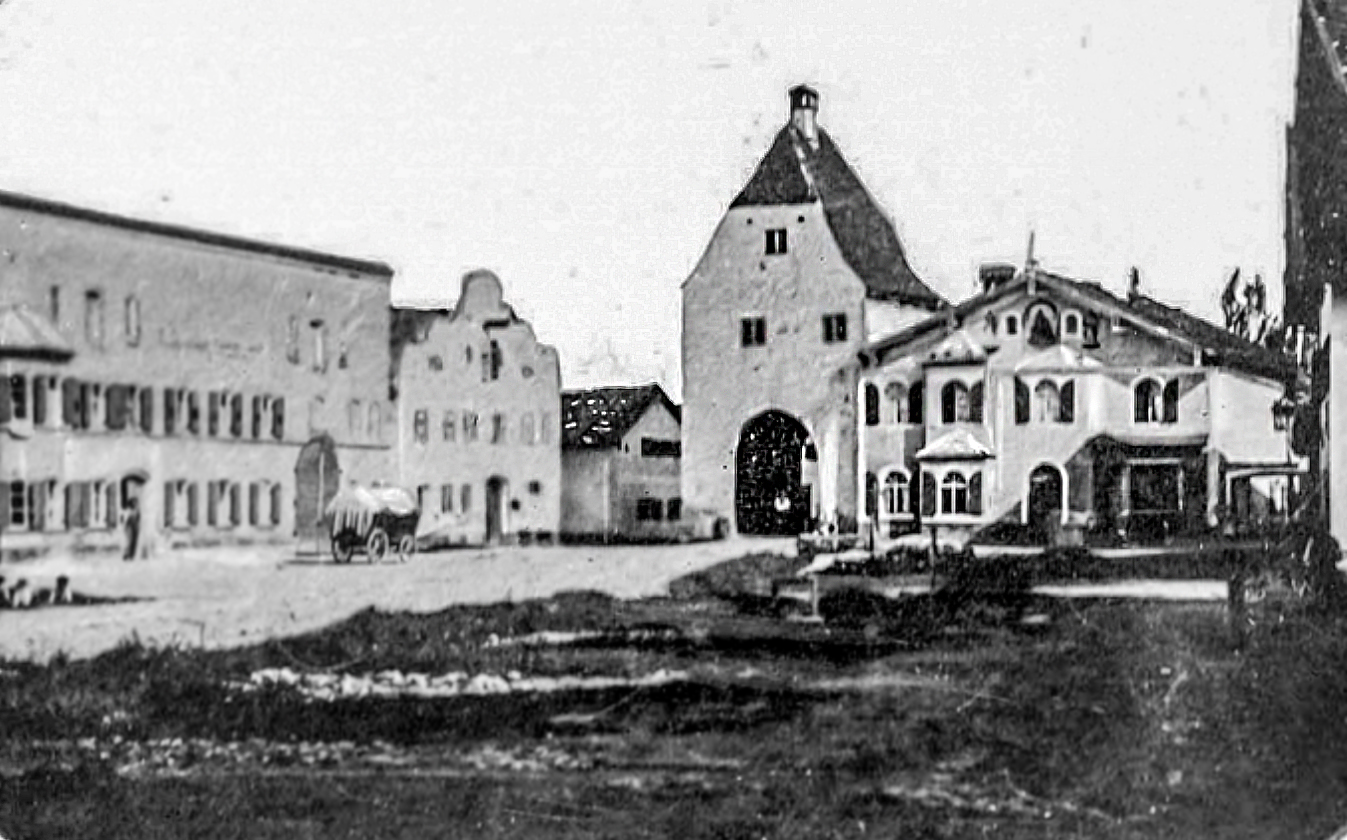
Rathausplatz um 1885 mit dem abgebrochenen Haager Tor

Um 1885/90 wurde das Haager Tor abgebrochen und die Wallanlage entfernt sowie der Wassergraben zugeschüttet und als Fußweg angelegt. 1910 fand der Dorfener Bierkrieg statt: Als die Maß Bier aufgrund eines Malzaufschlags um zwei Pfennige teurer werden sollte, kochte die Volksseele. Streik- und Boykottaufrufe heizten die Stimmung weiter an. Die Wirtschaften der beiden Brauereien gingen durch Brandstiftung in Flammen auf, das Feuer griff auf weitere Häuser über. In München wurden Pioniere in Bereitschaft gesetzt, sie kamen aber nicht zum Einsatz, denn die Preiserhöhung wurde zurückgenommen. Mehrere Verhaftungen und Strafverfahren beendeten die Unruhen. In den 1920er-Jahren wurde nach einer verheerenden Überschwemmung die Isen begradigt, die vorher in Schleifen um den Markt verlaufen war. In den Jahren nach 1945 entwickelten sich die Moosener Siedlung, die Isener Siedlung und die Lerchenhuber Siedlung, die heute zusammen etwa 2500 Bewohner zählen.
Am 10. November 1954 wurde Dorfen durch den bayerischen Innenminister Wilhelm Hoegner zur Stadt erhoben. In Dorfen erscheint das deutschlandweit letzte Anzeigenblatt mit dem Namen Intelligenzblatt.
1998 wurden die historisch wertvollen Häuser Diemer und Heilmeier abgebrochen und durch den Marienhof ersetzt.
Am 25. Mai 2009 verlieh die Bundesregierung der Stadt den Titel Ort der Vielfalt.

### Eingemeindungen

Gemarkungen der Stadt Dorfen

Im Zuge der Gebietsreform in Bayern wurden am 1. Januar 1972 die Gemeinde Watzling und ein Teil der Gemeinde Eibach eingegliedert. Am 1. Juli 1972 kamen Hausmehring und Schwindkirchen (mit dem am 25. November 1864 eingegliederten Stollnkirchen) hinzu.
Die am 1. Januar 1972 aus dem Zusammenschluss der damaligen Gemeinden Grüntegernbach und Wasentegernbach neu gebildete Gemeinde Tegernbach wurde am 1. Mai 1978 fast vollständig in die Stadt Dorfen eingegliedert. Die Gemeindeteile Endsberg und Stetten mit insgesamt elf Einwohnern wurden an die Gemeinde Schwindegg (Landkreis Mühldorf) abgetreten. Außerdem wurde die  Gemeinde Zeilhofen eingegliedert.
Die eingemeindeten Gemeinden bestehen in den heutigen Gemarkungen der Stadt Dorfen fort, auch wenn deren Flächen nicht mehr komplett deckungsgleich sind.

### Einwohnerentwicklung
Gemäß Bayerischem Landesamt für Statistik  haben sich die Einwohnerzahlen jeweils zum 31. Dezember eines Jahres wie folgt entwickelt:
| Stand | Einwohner |
| ----- | --------- |
| 1960  | 09.423    |
| 1970  | 10.053    |
| 1980  | 10.124    |
| 1990  | 10.942    |
| 1995  | 11.707    |
| 2000  | 13.723    |

| Stand | Einwohner |
| ----- | --------- |
| 2005  | 13.515    |
| 2006  | 13.411    |
| 2007  | 13.477    |
| 2008  | 13.562    |
| 2009  | 13.708    |
| 2010  | 13.723    |

| Stand | Einwohner |
| ----- | --------- |
| 2011  | 13.943    |
| 2012  | 14.052    |
| 2013  | 14.120    |
| 2014  | 14.171    |
| 2015  | 14.407    |
| 2016  | 14.494    |

| Stand | Einwohner |
| ----- | --------- |
| 2017  | 14.664    |
| 2018  | 14.650    |
| 2021  | 14.992    |
| 2023  | 15.197    |

Seit 1972, dem Jahr der Gemeindereform, hat sich die Einwohnerzahl bis 2016 um 4189 erhöht. Das entspricht einem Wachstum von 40,65 Prozent.
Zwischen 1988 und 2018 wuchs die Stadt von 10.602 auf 14.650 um 4.048 Einwohner bzw. um 38,2 Prozent.

## Politik

### Stadtrat
Die Stadtratswahl am 15. März 2020 führte bei einer Wahlbeteiligung von 66,24 % (2014: 62,18 %) zu folgendem Ergebnis:
| Partei / Liste                           | Stimmenanteil | Sitze |
| CSU                                      | 27,63 %       | 7     |
| Grün-Alternative Liste (GAL)             | 18,01 %       | 4     |
| Überparteiliche Wählergemeinschaft (ÜWG) | 13,30 %       | 3     |
| SPD                                      | 11,17 %       | 3     |
| Landliste Dorfen West (LDW)              | 07,70 %       | 2     |
| Liste Gemeindewahl Tegernbach (TEG)      | 06,59 %       | 2     |
| Gemeinwohl Schwindkirchen                | 06,03 %       | 1     |
| Alternative für Deutschland (AfD)        | 04,85 %       | 1     |
| Eibacher Wählergemeinschaft (EWG)        | 04,72 %       | 1     |
| Gesamt (Stimmenanteil gerundet)          | 100 %         | 24    |

Zusätzlich gehört dem Stadtrat der Erste Bürgermeister an.

### Bürgermeister
Erster Bürgermeister ist Heinz Grundner (CSU). In der Stichwahl 2008 wurde er mit 56,06 % der gültigen Stimmen gewählt. Bei der Kommunalwahl 2014 wurde er mit 57,0 % der Stimmen wiedergewählt. Zum zweiten Mal wiedergewählt wurde er bei der Kommunalwahl 2020 mit 53,5 % der Stimmen.  Zweiter Bürgermeister ist Ludwig Rudolf (CSU) und Dritte Bürgermeisterin Michaela Meister (SPD).

### Wappen und Flagge
Das Wappen der Stadt ist historisch und geht auf Siegel aus dem 14. Jahrhundert zurück: „In Blau drei, zwei zu eins gestellte silberne Häuschen mit goldenen Dächern.“ Neben dem Wappen führt die Stadt eine Flagge in den Farben Blau-Rot.

## Kultur und Sehenswürdigkeiten

### Marktplatz

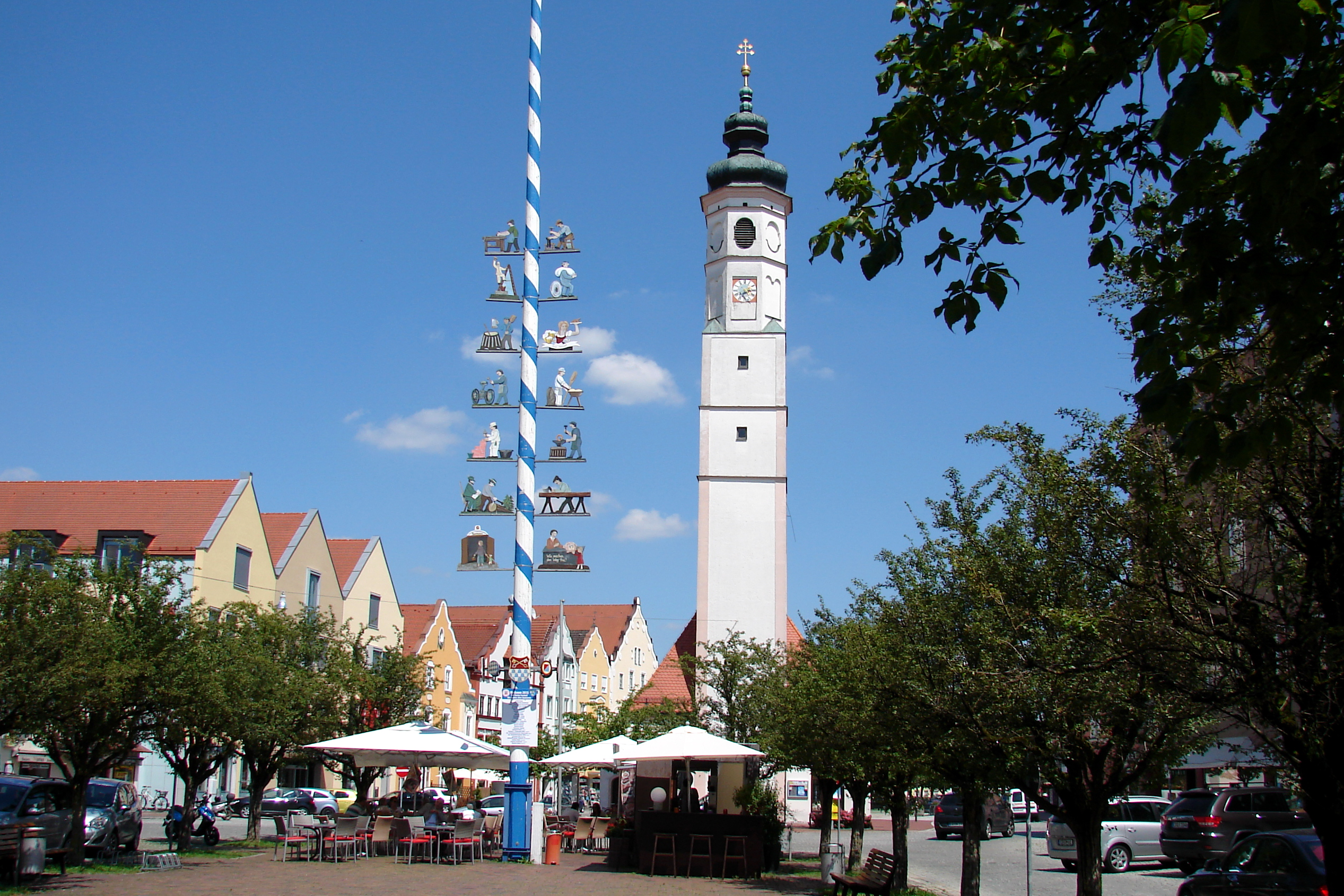
Marktplatz von Dorfen

- Sehenswert ist die aus vier kreuzförmig angelegten Plätzen gestaltete Dorfener Innenstadt (angelegt im 13. Jahrhundert) mit drei mittelalterlichen Stadttoren und stattlichen Bürgerhäusern mit Fassaden aus Barock und Biedermeier.
- Frühklassizistische Wallfahrtskirche Maria Himmelfahrt. 1783/84 wurde sie nach dem Langhausgewölbe-Einsturz unter Einbeziehung der spätgotischen Gebäudeteile neu errichtet. Die Marienleben-Deckenfresken wurden von Johann Huber angefertigt. Der original vorhandene Asam-Altar wurde 1868 abgebrochen und durch einen neugotischen Altar ersetzt. Die Verwendung von kirchlichen Spendengeldern für den Rückbau des Altars nach den alten Plänen führte 1971 zu Jugendprotesten.

### Wallfahrtsstätte Mariä Himmelfahrt
Nach Altötting galt Mariä Himmelfahrt in Dorfen bis vor 100 Jahren  als der zweitgrößte Marienwallfahrtort Bayerns. Bis zu 300.000 Pilger kamen pro Jahr, um die Gnadenmutter von Dorfen zu grüßen. Auch heute noch machen sich bayernweit viele Wallfahrer auf den Weg dorthin.

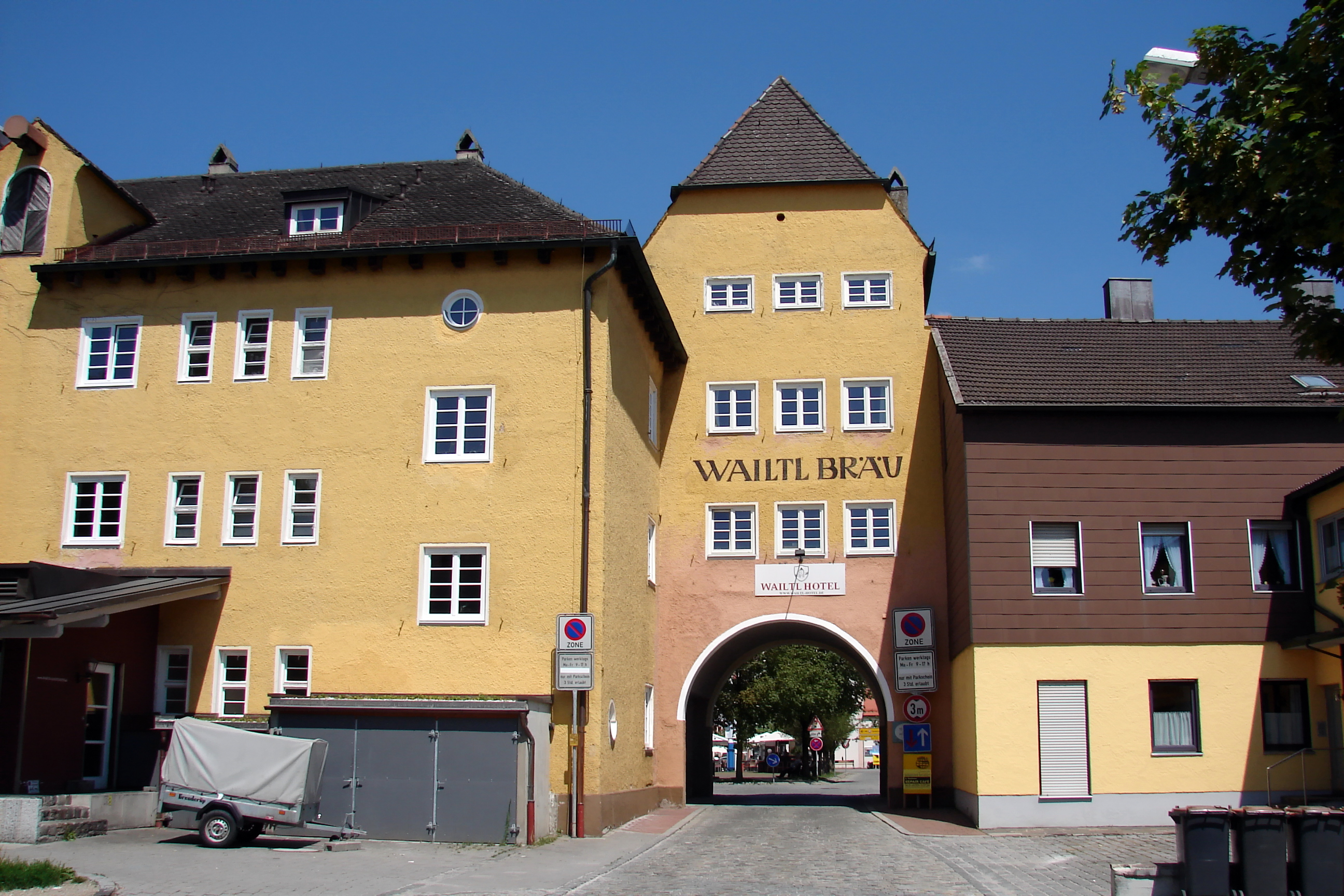
Das Isener Tor

### Weihnachtskrippe
Die Dorfener Krippe mit prächtig ausgestattete Krippenfiguren (Gliederpuppen mit spätbarocken Schnitzköpfen) von 1720, restauriert 1990–1995, wird jährlich zur Weihnachtszeit in der Kirche Maria Dorfen ausgestellt.

### Weitere Sakralbauten
Weitere Sakralbauten sind Marktkirche St. Veit, Pestkirche St. Sebastian und die Etzkapelle.

### Kulturzentren und Veranstaltungshäuser
Der Jakobmayersaal ist der Ballsaal im ersten Stock eines nach dem Bierkrieg von 1910 errichteten Großgasthauses. Das Gebäude wurde von der Stadt Dorfen gekauft. Nach umfangreichen Sanierungsmaßnahmen wurde der Saal im Oktober 2011 wieder eröffnet, ein Kinogebäude wurde in Form eines Kubus im nördlichen Teil des Jakobmayeranwesens angebaut.

### Hemadlenzn

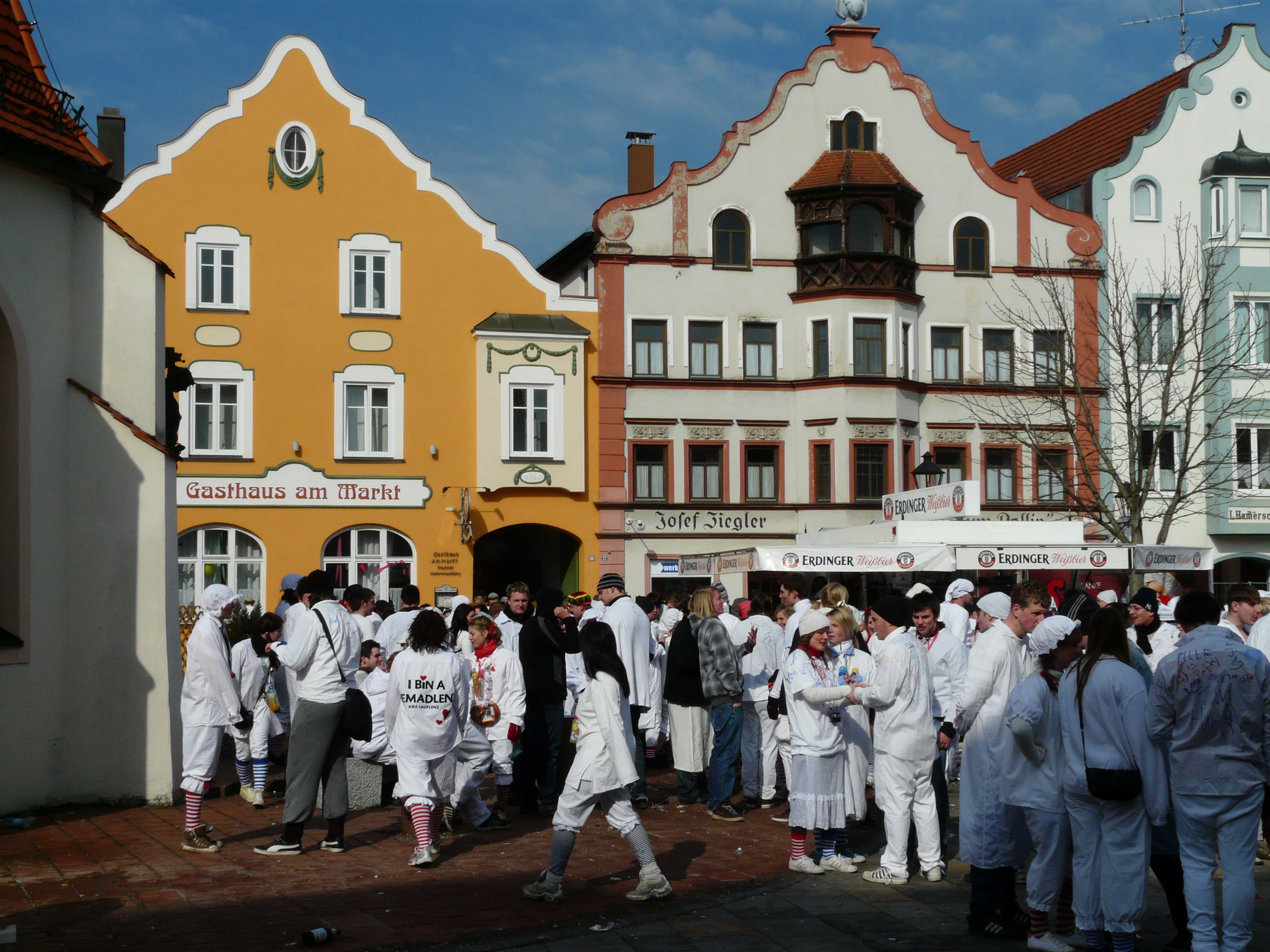
Hemadlenzfasching in Dorfen

Überregional bekannt ist der „Hemadlenzn-Umzug“, der seit 1891 am Unsinnigen Donnerstag durchgeführt wird. Der Name „Hemadlenz“ ist vom Heiligen Laurentius abgeleitet, weil dieser auf alten Abbildungen ein „Hemad“ (ein Hemd) trägt.
Bei dem Umzug, der eigentlich als konjunkturelle Maßnahme eingeführt wurde, kam es 1952 zu umfassenderen Änderungen, als die Verbrennung der Hemadlenz-Puppe eingeführt wurde und erstmals Frauen zum Umzug zugelassen wurden. Heutzutage ziehen rund 5000 Dorfener und Touristen in weißen Nachthemden singend und feiernd durch die Straßen der Innenstadt. Nach einem Rundgang wird der Hemadlenz kurz vor 12 Uhr am Marienplatz dem Feuer übergeben. An diesem Tag, der in Dorfen schulfrei ist, kam es in der Vergangenheit immer wieder zu Zwischenfällen.

### Dorfner Liedertafel
Im Jahre 1875 entschlossen sich 22 Bürger, einen Männergesangsverein, die Liedertafel zu gründen. Es wurden in der ersten Hälfte des 20. Jahrhunderts Theaterstücke mit Gesang und Operetten aufgeführt. Mit der Zeit nahm der Verein auch Frauen auf. Die 1200-Jahr-Feier der Stadt Dorfen wurde 1973 mit einem Festkonzert der Liedertafel geschmückt. Heute ist die Liedertafel Dorfen ein gemischter Chor mit 50 Mitgliedern.

### Bierkrieg
Bekannt ist der sogenannte Bierkrieg: Im Jahre 1910 wurde angekündigt, dass das Bier um 2 Pfennig teurer wird. Die aus der Wut der Bürger entstandenen Folgen waren abgebrannte Häuser sowie ein Streit mit der Brauerei Bachmayer. Ein Theaterstück über diese Ereignisse wurde 1995, 1999 und 2010 als Festspiel aufgeführt.

## Freizeit

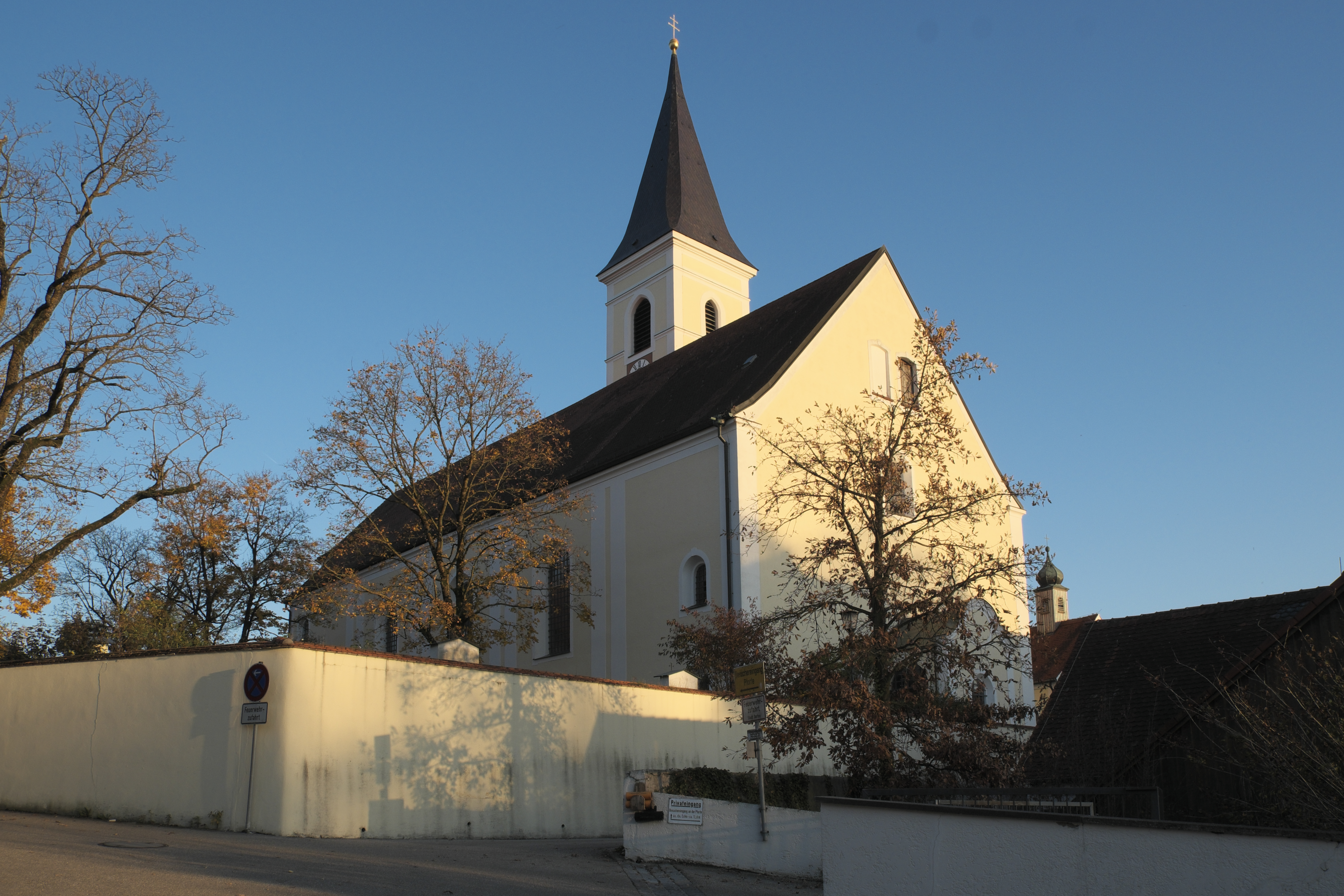
Maria Dorfen

### Vereine
Die Stadt und ihre Gemeindeteile haben über 150 Vereine in den Bereichen Kultur und Brauchtum, Wohlfahrts- und Rettungsdienst sowie in vielen Sportsparten. Der 1965 gegründete Skiclub Dorfen mit über 1700 Mitgliedern ist der größte, die Soldaten-, Reservisten- und Veteranenkameradschaft Dorfen 1832 der älteste Verein. Daneben gibt es den 1869 gegründeten Breitensportverein TSV Dorfen mit über 1100 Mitgliedern und den Sportarten Basketball, Faustball, Fußball, Judo, Karate, Leichtathletik, Turnen und Volleyball, den seit 1967 bestehenden ESC Dorfen, der das Eisstadion Dorfen betreibt, den seit 1954 bestehenden Post-SV Dorfen mit den Abteilungen Schach und Tischtennis sowie den TC Dorfen, einen der größten Tennisclubs in Oberbayern.

### Museum

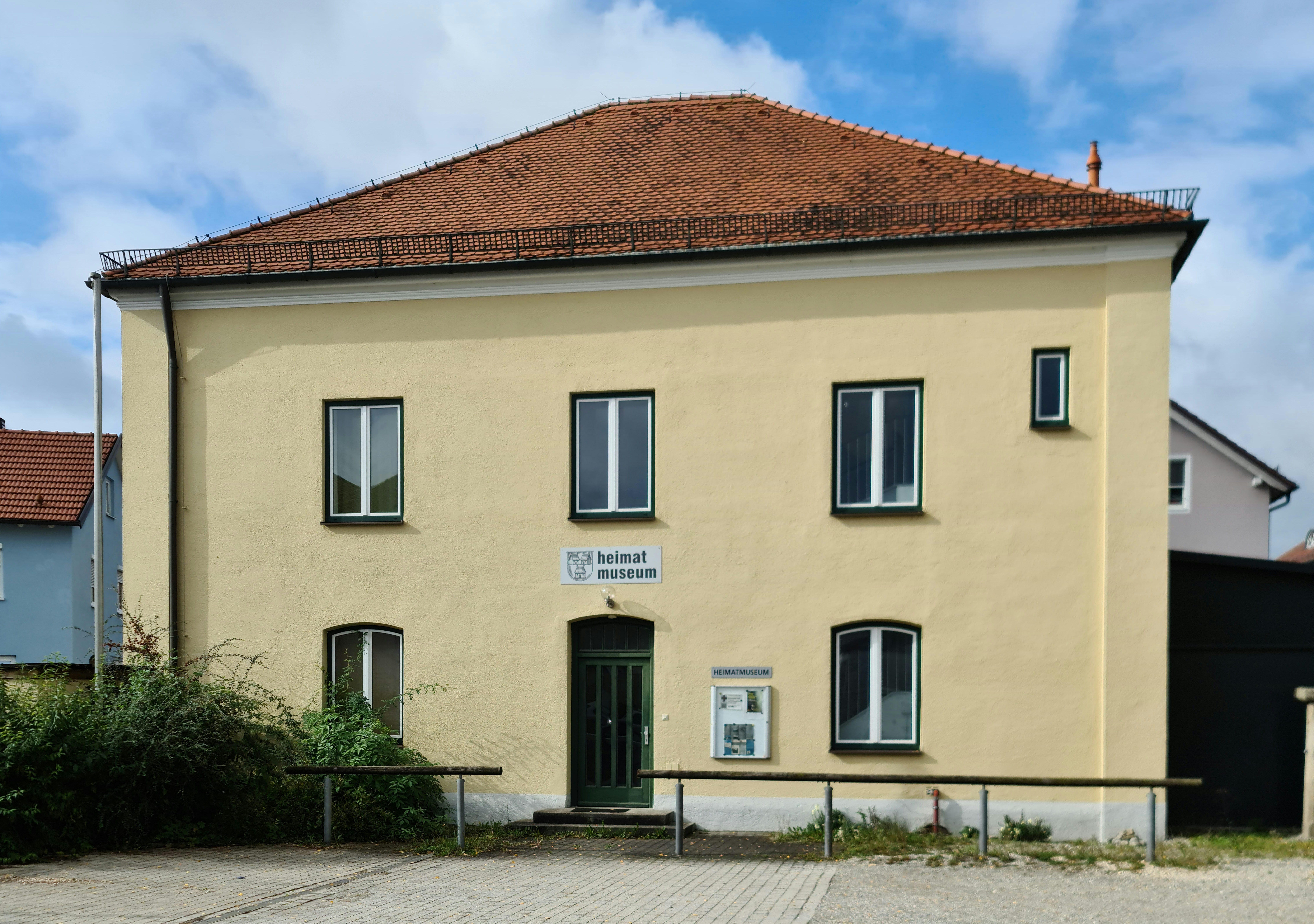
Heimatmuseum Dorfen

Südlich der Altstadt befindet sich das Heimatmuseum des Historischen Kreises Dorfen im ehemaligen Gefängnis am Herzoggraben 10. Gezeigt wird eine umfassende Darstellung der Geschichte der Stadt und ihrer Umgebung, von der Ur- und Frühgeschichte bis in die Gegenwart.

### Kirchen
Im Stadtgebiet gibt es die Pfarr- und Wallfahrtskirche Mariä Himmelfahrt, die Marktkirche St. Veit, die evangelische Versöhnungskirche am Rathausplatz, die Pestkirche St. Sebastian und die Etzkapelle, im Umland St. Johannes der Täufer in Jaibing, St. Peter und Paul in Hampersdorf, St. Jakobus in Jakobrettenbach und St. Nikolaus in Staffing sowie die Klosterkirche Algasing.

## Wirtschaft und Infrastruktur

### Industrie, Handel und Gewerbe
Mit der Ziegelei Meindl befand sich in Dorfen eines der größten Dachziegelwerke Deutschlands, das 2005 durch die belgische Etex Group übernommen und Ende 2015 geschlossen wurde. Weitere Betriebe mit größerer Mitarbeiterzahl sind Doma Fördertechnik und Kiefer (Boki) sowie das Kloster der barmherzigen Brüder und zugleich Behindertenheim Algasing im gleichnamigen Gemeindeteil.
In Dorfen gibt es die aktiven Brauereien Bräu z’Loh und Kellerbräu. Bachmayer stellte im Mai 2023 seine Produktion ein.

### Land- und Forstwirtschaft
Bestanden im Jahr 1999 noch 361 landwirtschaftliche Betriebe, ging deren Zahl bis 2010 auf 245 zurück.
| Betriebsgröße in ha | Anzahl der Betriebe | Anzahl der Betriebe | Anzahl der Betriebe |   |
| Betriebsgröße in ha | 1999                | 2010                | 2020                |   |
| ------------------- | ------------------- | ------------------- | ------------------- | - |
| Betriebsgröße in ha | unter 5             | 54                  | 10                  | 6 |
| 5 bis unter 10      | 56                  | 38                  | 37                  |   |
| 10 bis unter 20     | 100                 | 74                  | 71                  |   |
| 20 bis unter 50     | 124                 | 82                  | 58                  |   |
| 50 oder mehr        | 27                  | 41                  | 46                  |   |
| Gesamt              | 361                 | 245                 | 218                 |   |

### Verkehr

#### Straßen
Dorfen liegt an der Bundesstraße 15 zwischen Landshut und Rosenheim. Im südlichen Stadtgebiet verläuft die am 1. Oktober 2019 eröffnete A 94 (München-Pocking) mit der Dorfen über die Anschlussstelle 15 angebunden ist. Als weitere wichtige regionale Verbindungsstraße durchquert die Staatsstraße St 2086 die Stadt in Ost-West-Richtung.

#### Eisenbahn

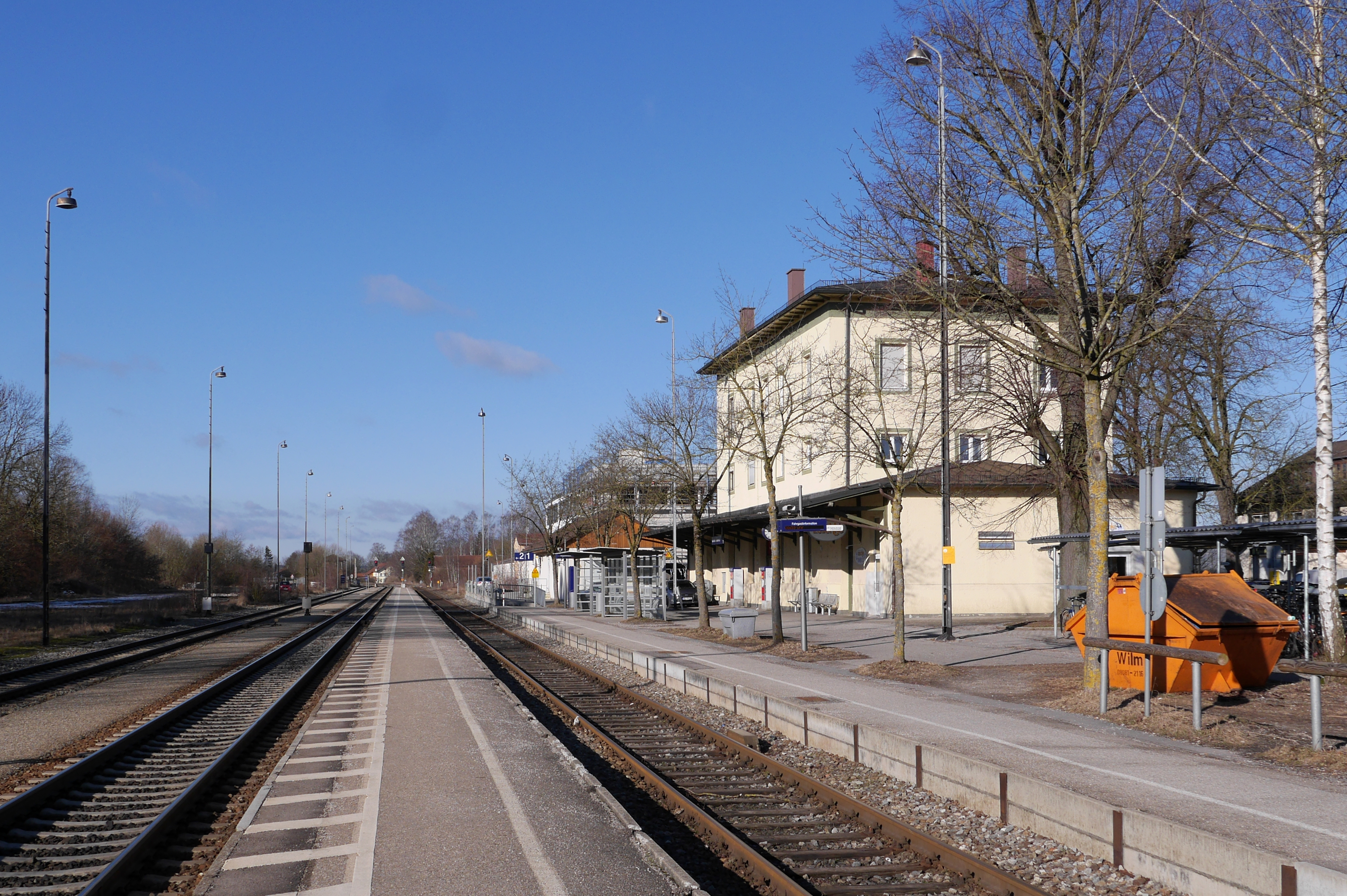
Bahnhof Dorfen

Im Süden des Dorfener Stadtgebietes befindet sich die Bahnstation Dorfen Bahnhof an der Bahnstrecke München–Simbach. Die Königlich Bayerischen Staatseisenbahnen nahmen den Bahnhof und die Strecke am 1. Mai 1871 in Betrieb. Ab 1898 zweigte am Dorfener Bahnhof die Lokalbahn Dorfen–Velden ab, an der sich der ortsnähere Haltepunkt Dorfen Markt befand. Der Personenverkehr nach Velden wurde 1968 eingestellt und die Lokalbahn 1993 stillgelegt. 2020 halten am Bahnhof Dorfen im Stundentakt Regionalbahnen der Südostbayernbahn von München Hauptbahnhof nach Mühldorf. Die Fahrzeit mit der Bahn zum Münchner Ostbahnhof beträgt etwa 35 Minuten.
Eine kreuzungsfreie Tieferlegung der auszubauenden Bahnstrecke ABS 38 München–Mühldorf–Freilassing im Bereich Dorfen wird seitens des Vorhabenträgers Bahn als zu kostenintensiv abgelehnt.

#### Radwege
Am Bahnhof Dorfen beginnt der Vilstalradweg, der über Taufkirchen bis Velden auf der ehemaligen Bahnstrecke Dorfen–Velden verläuft. In Richtung Süden verläuft parallel zur B15 ein Radweg über Armstorf und Sankt Wolfgang nach Haag i. OB. und weiter nach Wasserburg am Inn.

### Bildungsangebote

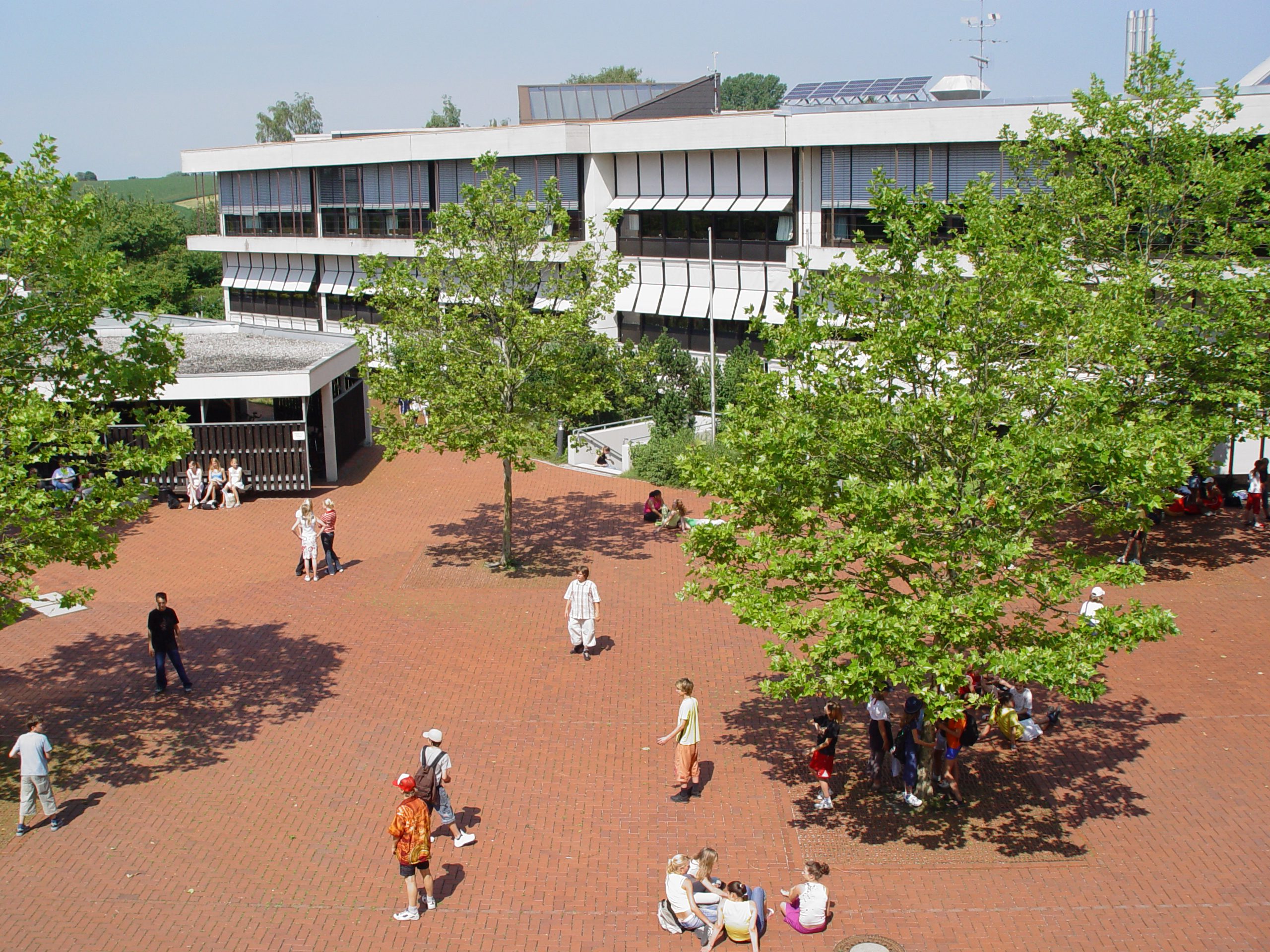
Gymnasium Dorfen

Die Stadt selbst besitzt zwei Grundschulen, eine Mittelschule, ein Gymnasium, sowie ein Förderzentrum. Über eine Eröffnung einer Realschule wird seit Jahren diskutiert; die nächstgelegene Realschule befindet sich in Taufkirchen (Vils). Die Kreisstädte Mühldorf und Erding bieten eine Fachoberschule, eine Kreismusikschule und eine Berufsschule an.
Seit September 2020 hat die Hochschule für den öffentlichen Dienst in Bayern eine Filiale nahe dem Bahnhof im umgenutzten Areal der ehemaligen Ziegelei Meindl.

### Krankenhäuser
Für die medizinische Krankenversorgung gibt es das Kreiskrankenhaus Dorfen, eine Filiale des Kreiskrankenhauses Erding, eine Fachklinik für Innere Medizin sowie das MVZ Dorfen (Ärztehaus) mit chirurgischen Fachpraxen. Über die Stadt verteilt gibt es zahlreiche Allgemeinärzte und Zahnarztpraxen.

### Tourismus

Dorfen von Osten aus gesehen

Obwohl Dorfen eine gut erhaltene Altstadt besitzt, landschaftlich reizvoll gelegen ist und mit den südlich angrenzenden Landschaften Lappachtal, Goldachtal und dem Gattergebirge einige der schönsten Landschaften der Region aufweisen kann, ist die Stadt – vom Wander- und Radwegenetz abgesehen – touristisch nicht erschlossen.
Das Isental ist bekannt für seine harmonische Hügellandschaft rund um das Tal, die eine Vielzahl von Quellen und Bäche hervorbringt. Hier finden teils stark bedrohte Vogelarten einen Lebensraum. Im Volksmund werden die nahegelegenen Hügel auch als die „Dorfner Alpen“ oder die „Dorfner Gebirgsketten“ bezeichnet.

## Persönlichkeiten

### In Dorfen geboren bzw. aufgewachsen
- Angela Ascher (* 1977), Schauspielerin, geboren in Landshut, aufgewachsen in Dorfen
- Simone Ascher (* 1980), Schauspielerin, Sängerin, geboren in Landshut, aufgewachsen in Dorfen
- Hermann Bauer (1929–2000), Kunsthistoriker
- Roland Bürger, Gründer der Band Bürgermeista & die Gemeinderäte
- Peter Deuflhard (1944–2019), Mathematiker
- Johann Georg von Dillis (1759–1841), Maler, geboren in Gmain bei Dorfen
- Martin Gruber (* 1957), Regisseur, Choreograf und Hochschullehrer
- Josef Hopf (1894–1993), Rennleiter von BMW
- Paul Leiderer (* 1944), Physiker
- Erich Lejeune (* 1944), Unternehmer
- Georg Lohmeier (1926–2015), Schriftsteller, Dramatiker, Regisseur und Schauspieler, geboren in Loh, heute zu Dorfen
- Jochen Mass (1946–2025), Autorennfahrer
- Georg Mayr (1820–1891), römisch-katholischer Priester, erster Präses des Katholischen Gesellenvereins, geboren in Scheideck bei Dorfen
- Josef Meindl (1862–1950), Fabrikant
- Alfred Mittermeier (* 1964), Kabarettist
- Michael Mittermeier (* 1966), Komiker
- Leonhard Nunberger (1930–1991), Fußballer beim FC Bayern München
- Johann Anton Pader (1711–1786), Stuckateur
- Pater Joseph Peruschitz (1871–1912), Benediktinerpater, Opfer der Titanic-Katastrophe, geboren in Straßlach, in Dorfen aufgewachsen
- Harald Potempa (* 1963), Offizier und Militärhistoriker
- Werner Rom (* 1946), Volksschauspieler
- Anni Seitz (1888–1978), Schauspielerin
- Johann Nepomuk Streibl (1830–1914), Verwaltungsjurist
- Fanny Terofal (1884–1969), Volksschauspielerin
- Xaver Terofal (1862–1940), Schauspieler
- Christoph Vogel (1554–1608), evangelischer Pfarrer und Topograph
- Franz Wandinger (1897–1961), Goldschmied
- Hermann Wandinger (1897–1976), Goldschmied und Bildhauer
- Karl Wastl (1889–1963), Kupferschmied, Politiker, Landtagsabgeordneter (KPD), KZ-Häftling
- Johann Michael Wilm (1885–1963), Goldschmied
- Anna Witt (* 1981), Künstlerin, geboren in Wasserburg, in Dorfen aufgewachsen
- Rudolf Zeiser (1936–1993), Fußballspieler

### Persönlichkeiten mit Verbindung zur Stadt
- Josef Martin Bauer (1901–1970), Schriftsteller, wirkte und starb in Dorfen.
- Andreas Begert (* 1992), Komponist für Orchester-, Klavier- und Chormusik, wohnt in Dorfen.
- Paul Dubotzki (1891–1969), Fotograf, Maler, Regisseur am Laientheater.
- Matthias Fackler (1721–1792), Altarschreiner, lebte und starb in Dorfen.
- Josef Gammel (1901–1959), kath. Geistlicher, Heimatforscher, Kooperator in Dorfen, dann Pfarrer von Oberdorfen
- Christian Harl (1824–1902), kath. Geistlicher und Mitglied des Deutschen Reichstags, wirkte und starb in Dorfen.
- Max Hertwig (1881–1975), Grafikdesigner, lebte und starb in Dorfen.
- Cleo Kretschmer (* 1951), Schauspielerin, lebt in Dorfen.
- Sophie Kratzer (1989–2020), Eishockeynationalspielerin
- Damian von Lehrbach (1738–1815), katholischer Geistlicher, Domkapitular, Stiftspropst, wirkte in Dorfen.
- Doris Maase (1911–1979), Ärztin und Widerstandskämpferin, starb in Dorfen.
- Georg Ratzinger (1924–2020), katholischer Geistlicher und Kirchenmusiker, Kaplan und Chorregent von Maria Dorfen in den 1950er Jahren.
- Johann Reichhart (1893–1972), Scharfrichter, starb in Dorfen.
- Ferdinand Reisner (1721–1789), Regens und Professor des Priesterseminars in Dorfen
- Traugott Roser (* 1964), ev. Theologieprofessor in Münster, 1992/93 Vikar in Dorfen
- Hans Söllner (* 1955), bayrischer Liedermacher, nahm einige Platten in der Soafa in Dorfen auf: Für Marianne und Ludwig (1987), Wos reimt se scho auf Nicki… (1987) und …Ungehörtes und Unerhörtes (1992).
- Lorenz Wachinger (* 1936), Theologe, Psychologe, Therapeut, laisierter Priester, Autor, Kaplan in Maria Dorfen
- Joseph von Widnmann (1738–1807), Landrichter von Dorfen.
- Hermann Winter (1922–1988), Maler, wirkte und starb in Dorfen.